# Peribatodes powelli
Peribatodes powelli är en fjärilsart som beskrevs av Charles Oberthür 1913. Peribatodes powelli ingår i släktet Peribatodes och familjen mätare. Inga underarter finns listade i Catalogue of Life.